# Veringenstadt
Veringenstadt es una ciudad alemana perteneciente al distrito de Sigmaringa, en el estado federado de Baden-Wurtemberg. Está ubicada en el valle del río Lauchert, un afluente del Danubio.